# Вебкамера

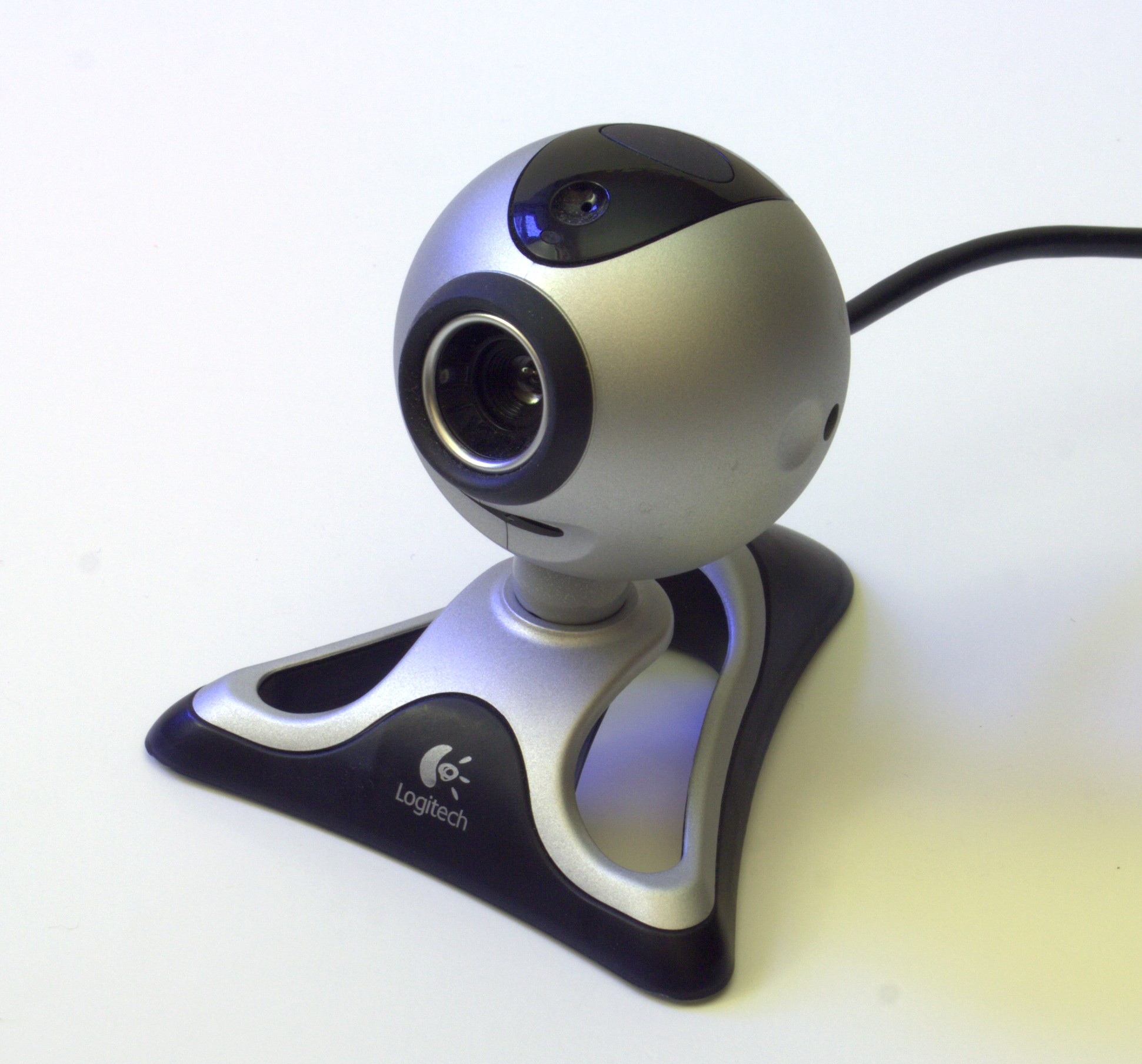
Вебкамера для ПК

Вебка́мера — цифрова відео- чи фотокамера, яка має можливість в реальному часі фіксувати зображення, призначені для подальшої передачі по мережі Інтернет (в програмах типу Skype, клієнтах миттєвих повідомлень, Viber тощо).
Вебкамери, які доставляють зображення по Інтернету, завантажують зображення на вебсервер чи по запиту, або безперервно, або через регулярні проміжки часу. Це досягається шляхом підключення камери до комп'ютера або завдяки можливостям самої камери. Деякі сучасні моделі володіють апаратним та програмним забезпеченням, яке дозволяє камері самостійно працювати як вебсервер, FTP-сервер, FTP-клієнт і/або відсилати зображення за допомогою електронної пошти.
Вебкамери, призначені для відеоконференцій, — це, як правило, прості моделі камер, що підключаються до комп'ютера, на якому запущено програму на зразок Instant Messenger.
Моделі камер, використовувані для охорони, можуть мати додаткові пристрої і функції (такі, як детектори руху, підключення зовнішніх датчиків тощо).

## Історія
Ще до того, як браузери отримали можливість показувати зображення, 1991-го року було запущено камеру біля Кавоварки Троянської кімнати у Кембриджському університеті. Через два роки вона стала справжньою вебкамерою, і зображення кавоварки можна було переглядати у всьому світі. Камеру врешті вимкнули у 2001 році, останнє зображення з неї доступне на сайті університету.
У 2004 році ще діяла камера FogCam, запущена у 1994 році в Університеті Сан-Франциско.
1996 року компанія EarthCam почала створювати мережу вебкамер для показу всього світу в реальному часі. Спочатку камери транслювали світлини (інтервал знімання яких постійно скорочувався), потім передавали відео (роздільність якого поліпшувалася).
Подібно багатьом мережевим технологіям, вебкамери і відеочати набули масової популярності. Потреба в «живих» відеозображеннях породила вебкамери, здатні передавати відеопотік через Інтернет у форматі, що не вимагає від глядача необхідності вручну оновлювати зображення; а незабаром у сучасних браузерах зникла потреба в спеціальних плагінах.
Разом з тим, відомі випадки перешкоджання розвитку сфери використання вебкамер.

## Принцип роботи

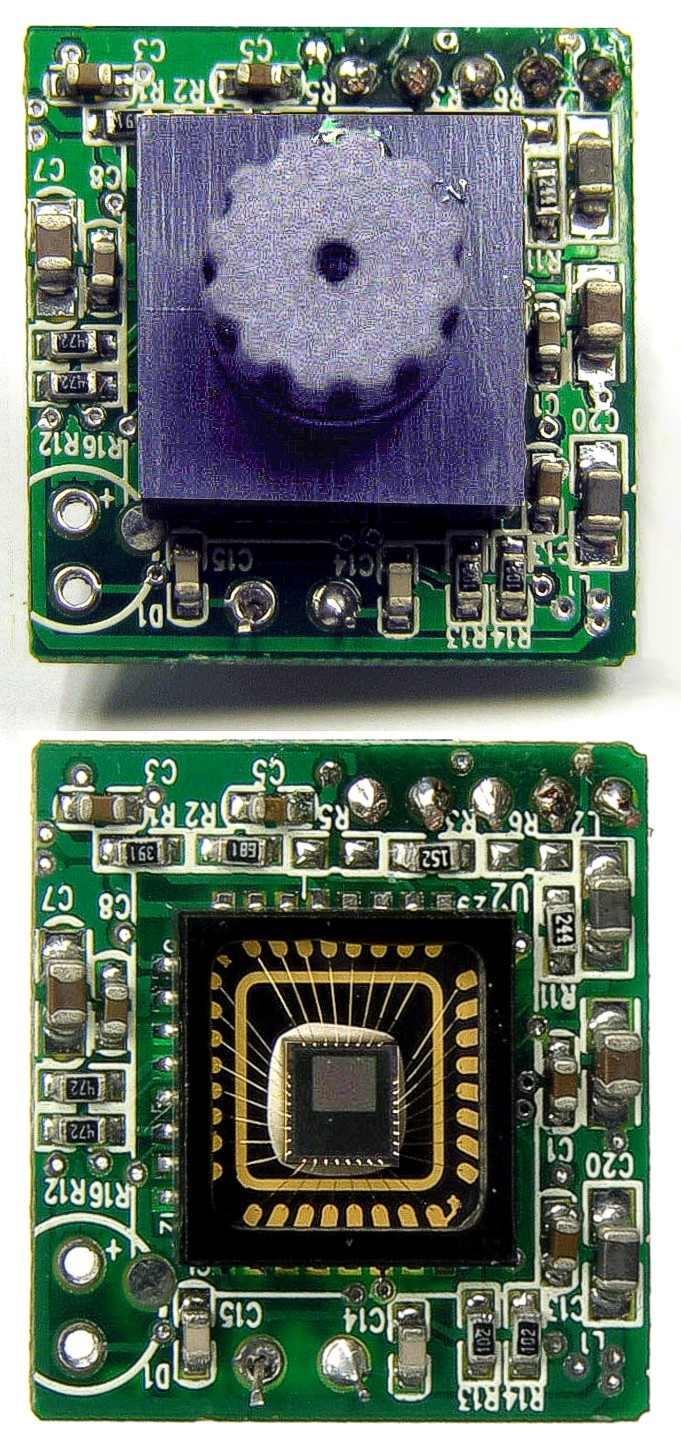
Плата із змонтованою оптичною системою (зверху) та сенсор камери (знизу)

Вебкамера складається з об'єктиву, оптичного фільтру, ПЗЗ (пристрій з зарядовим зв'язком) матриці, блока оцифрування, блока компресії (стиснення) відеозображення, центрального процесора і вбудованого вебсервера, оперативної і флеш-пам'яті, мережевого інтерфейсу або послідовного порту, тривожного входу/виходу.
Зображення об'єкта скрізь лінзову систему (об'єктив) та оптичний фільтр потрапляє (проектується) на світлочутливий елемент відеокамери — ПЗЗ матрицю, яка складається з великої кількості світлочутливих осередків. Під дією світла в ПЗЗ матриці народжуються носії заряду, які у блоку оцифрування перетворюються у цифровий код.
Процес перетворення сигналу складається з трьох етапів:
- Дискретизація — зчитування амплітуди електричного сигналу через рівні проміжки часу (періоди). Цей етап перетворення сигналу характеризується частотою дискретизації.
- Квантування — це процес подання результатів дискретизації в цифровій формі. Зміна рівня електричного сигналу за період дискретизації представляється у вигляді кодового слова з 8, 10 або 12 біт, які дають відповідно 256, 1024 і 4096 рівнів квантування. Від числа рівнів квантування залежить точність представлення сигналу в цифровій формі.
- Кодування — крім інформації про зміну рівня сигналу, отриманої на попередньому етапі, в процесі кодування формуються біти, що інформують про кінець синхроімпульсу і початок нового кадру, а також додаткові біти захисту від помилок.

Надалі цифровий код потрапляє у блок компресії відео зображення, який виконує стиснення оцифрованого відеосигналу в один з форматів стиснення. Завдяки стисненню, скорочується розмір відеокадру. Це необхідно для збереження і передачі відеозображення по мережі. Відомі на сьогодні формати стиснення дозволяють отримати оцифрований потік з пропускною здатністю 64 Кб — 2 Мб на секунду.
Стиснення відеозображення у вебкамері може бути представлено як апаратно, так і програмно. Програмна реалізація компресії дешевше, проте через високу обчислювальну ємність алгоритмів стиснення вона малоефективна, особливо коли потрібно переглядати відеозображення з вебкамери в режимі онлайн. Тому більшість провідних виробників випускають вебкамери з апаратною реалізацією стиснення. Надалі центральний процесор здійснює операції з виведення та збереження оцифрованого і стислого відео зображення.

## Камери з доступом через Інтернет
Крім очевидного застосування для відеоконференцзв'язку, вебкамери швидко набули популярності як засіб, що дозволяє одним користувачам споглядати світ через камери, підключені до інтернету іншими користувачами.
Існують камери, що транслюють через Інтернет зображення пташиних гнізд, міських вулиць, приватних осель, сільської місцевості, офісів, міських панорам, вивержень вулканів, канатних доріг, пекарень тощо. Нині вебкамери є навіть у космосі (наприклад, на Міжнародній космічній станції).
Часто вебкамери використовують для демонстрації якості або умов наданого комерційного сервісу — наприклад, на вебсайті гірськолижного курорту можна побачити зображення гірськолижного схилу, зняте саме в той момент, коли його забажає переглянути відвідувач вебсайту. Деякими вебкамерами можна керувати віддалено і в цьому випадку за допомогою кнопок навігації на сторінці, відкритій у браузері, можна повернути вебкамеру вправо чи вліво або змінити кут нахилу, щоб краще розглянути місце знімання. Існують вебкамери, на сторінках яких можна керувати не самою вебкамерою, а пристроєм, який вона (вебкамера) показує.

## Відеотелефонія, відеоконференції
У міру того, як можливості роботи з вебкамерами з'являлися в застосунках, спочатку призначених для текстового чату (програмах миттєвих повідомлень), наприклад, у Skype, Yahoo! Messenger, AOL Instant Messenger, Windows Live Messenger — мільйони звичайних користувачів по всьому світу отримали можливість спілкуватися відеофоном. Поліпшення якості відеоданих дозволило вебкамерам конкурувати з наявними до цього системами відеоконференцзв'язку. Деякі вебкамери отримують нові функції, спрямовані спеціально на збільшення популярності і зручності відеозв'язку (зокрема, функціями, що забезпечують автоматичне ретушування знімка, згладжування зморшок тощо).

## Охоронні системи
Іноді вебкамери застосовують у системах охорони. Підприємства використовують вебкамери для спостереження і відеозапису того, що відбувається в конторах, передпокоях і на складах, на виборах. Домовласники за допомогою вебкамер спостерігають що завгодно — від дитячої кімнати до заднього подвір'я.
Сама вебкамера, як правило, не здатна зберігати відеозапису, а просто робить знімки; для збереження відеозапису використовують спеціальне програмне забезпечення на комп'ютері, до якого вебкамера підключена.

## Застосування у відеоіграх

### Камери для ігрових приставок
EyeToy — цифрова кольорова відеокамера для PlayStation 2, що дозволяє гравцям взаємодіяти з відеоіграми за допомогою рухів, розпізнавання кольору та інших подібних засобів.
PlayStation Eye — удосконалена EyeToy для PlayStation 3.
Xbox Live Vision — відеокамера для Xbox 360 і Xbox Live, яка також може використовуватися в іграх.
Kinect — камера для компьютерів і приставок з ІЧ-лазером і масивом мікрофонів для отримання інформації про три виміри.

### Камери для персональних комп'ютерів
Комп'ютерні вебкамери також можуть використовуватися у відеоіграх, що використовують прості алгоритми розпізнавання рухів. Відеоігри з застосуванням вебкамери бувають двох типів:
- ігри, які є окремими програмами,
- ігри, які запускаються у вікні браузера за допомогою якогось плагіна.

### Застосування камер на виборах
В Україні вебкамери встановлюють для перегляду і запису виборів. Вперше це бзроблено під час виборів 28 жовтня 2012 року.

## Мережева вебкамера (IP-камера)

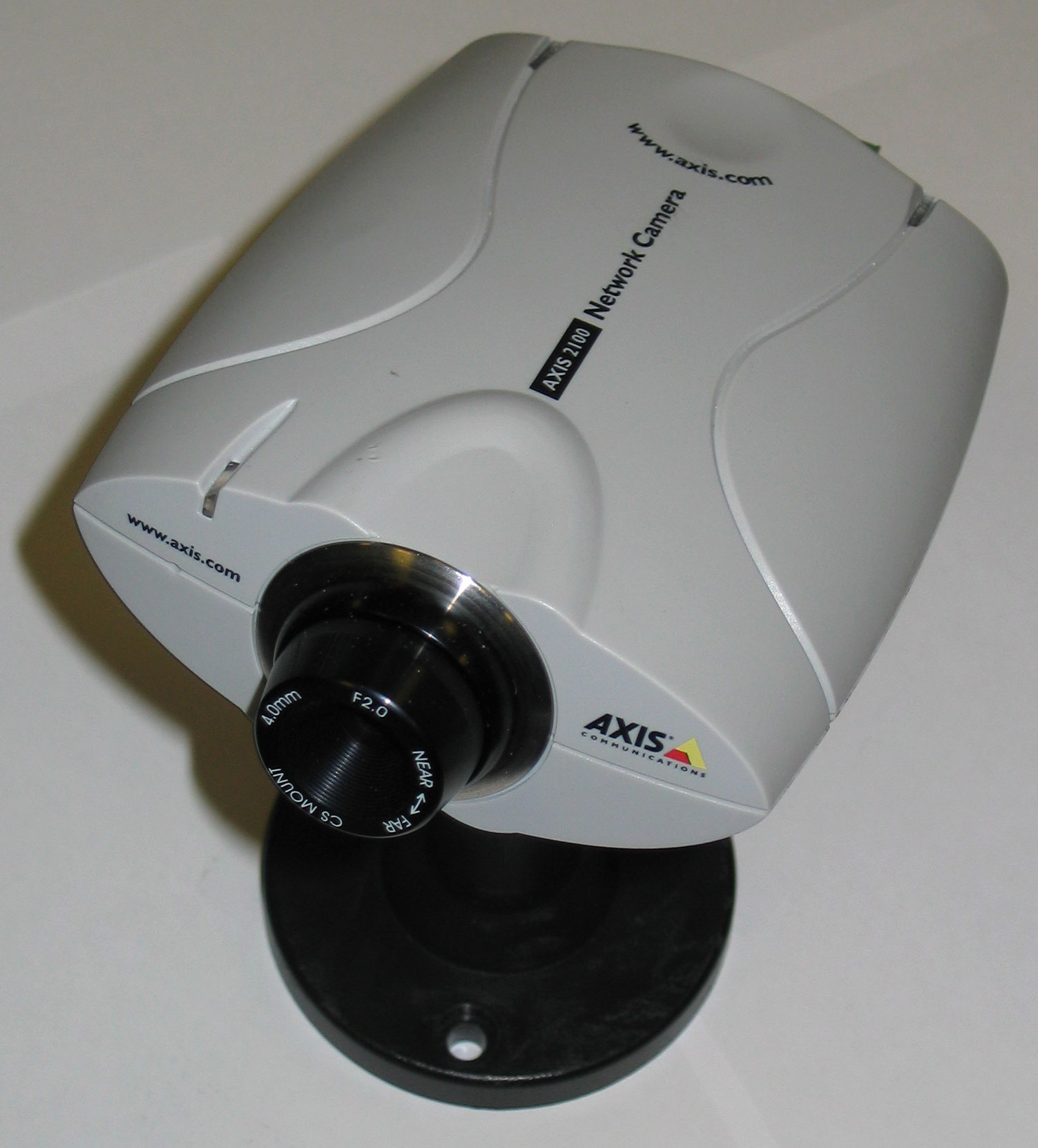
Мережева вебкамера Axis

Сучасна IP-камера являє собою цифровий пристрій, що виконує відеозйомку, оцифровку, стиснення і передавання відеозображення через комп'ютерну мережу. На відміну від звичайної вебкамери мережева камера діє як вебсервер і має свій власну IP-адресу. Таким чином, можливе безпосереднє підключення камери до інтернету, що дозволяє отримувати відео й аудіосигнал і керувати камерою через браузер.

## Критика
- Вебкамери часто критикують за те, що за їх допомогою можна стежити за користувачем.[7]

## Програми для вебкамер
Програмне забезпечення для роботи з вебкамерами:
- Skype, Ekiga — програмне забезпечення для відеоконференцій через Інтернет між комп'ютерами, а також для використання телефонного зв'язку.
- Cheese і Guvcview — програми для фотографування і відеозйомки в операційних системах сімейства Linux.
- Enable Viacam — емуляція комп'ютерної миші на основі трекінгу голови користувача.